# Барнам (Минесота)
Барнам (енгл. Barnum) град је у америчкој савезној држави Минесота.

## Демографија
По попису из 2010. године број становника је 613, што је 88 (16,8%) становника више него 2000. године.
| Група             | 2000.       | 2010.       |
| Белци             | 510 (97,1%) | 560 (91,4%) |
| Афроамериканци    | 0 (0,0%)    | 2 (0,3%)    |
| Азијати           | 0 (0,0%)    | 1 (0,2%)    |
| Хиспаноамериканци | 1 (0,2%)    | 5 (0,8%)    |
| Укупно            | 525         | 613         |